# Griswoldia natalensis
Griswoldia natalensis är en spindelart som först beskrevs av Lawrence 1938.  Griswoldia natalensis ingår i släktet Griswoldia och familjen Zoropsidae. Inga underarter finns listade i Catalogue of Life.